# Dreta de Catalunya
|  | Aquest article tracta sobre la coalició electoral de 1932. Si cerqueu el partit monàrquic alfonsí fundat l'any 1933, vegeu «Derecha de Cataluña». |

Dreta de Catalunya va ser una coalició entre monàrquics carlins i alfonsins que va concòrrer a les eleccions al Parlament de Catalunya de 1932, sense obtenir-hi cap escó.

## Història
En proclamar-se la Segona República espanyola, els monàrquics alfonsins d'arreu de l'estat, cercaren diverses fórmules de reagrupament. Fent un primer pas, crearen a Madrid la Sociedad Cultural de Acción Española, publicant la revista del mateix nom, Acción Española, com a mitjà de difusió de les seves idees. Els monàrquics catalans, emulant els de la resta de l'estat, fundaren a Barcelona el 26 de maig de 1932, el centre cultural Peña Blanca, embrió de Derecha de Cataluña, amb la voluntat de difondre els valors tradicionals espanyols, polítics i religiosos de caràcter netament monàrquics.
Els fundadors d'aquesta entitat foren: José de Olano y Loyzaga, comte de Fígols; Darío Rumeu i Freixa, baró de Viver, exalcalde de Barcelona (setembre de 1924-febrer de 1930); Josep Maria Milà i Camps, comte de Montseny, expresident de la Diputació de Barcelona (abril de 1925-febrer de 1930); Alfons Sala, comte d'Egara, liquidador de la Mancomunitat (15 de març de 1925); Fernando Álvarez de la Campa, exmilitar y exalcalde de Barcelona (octubre de 1923-setembre de 1924), etc., personatges tots ells, que exerciren llurs càrrecs durant la Dictadura de Primo de Rivera.
Algunes de les persones esmentades, donaren llur nom, però vivien a l'exili, ja que el Estatuto Jurídico decretat, el segon dia de proclamar-se la República, permetia exigir responsabilitats polítiques als col·laboradors de la Dictadura. Per aquesta raó, cediren el protagonisme a persones més joves: Miquel Gomis en presidí l'Entitat, amb Santiago Torent i Buxó, de vicepresident; altres persones que ocuparen càrrecs foren Josep Bertran Güell, Aureli Joaniquet i Extremo, Jordi Girona, Enric García-Ramal, etc. Josep Bertran Güell fou el jove ideòleg que s'encarregà dels cursos d'estudis.
La llista de persones que fundaren Peña Blanca es completava amb: Frederic Miquel; Guillem de Reyna; Jesús Francos; Elvira Torent; Joan-Josep Romeu, Alfons Camps; Alfons Desvalls; Santiago Nadal, un altre dels ideòlegs joves; Josep Lluís Milá, Joan Campmajor, Miquel Tormo la seva esposa Rita Pérez Xambó, Lluís de Foronda, i Salvador Palau Rabassó.
En proclamar-se la República, el Govern provisional s'havia compromès a convocar eleccions a Corts Constituents, fixades per al dia 28 de juny de 1931. Però els partits conservadors, amb una militància que havia conviscut amb la Monarquia, s'havien de ressituar. Ángel Herrera Oria havia fundat el 29 d'abril de 1931 el partit Acción Nacional,que si bé no es definia com a monàrquic, no posava cap impediment a incloure'ls en les seves llistes electorals. Els monàrquics Antonio Goicoechea i Fernando Suárez de Tangil, comte de Vallellano, es presentaren doncs, per Acción Nacional, però es quedaren sense acta, donant una imatge a l'electorat que el partit volia evitar. Gradualment anaren atorgant als monàrquics del partit un paper irrellevant i aquests acabaren per abandonar-lo.
Peña Blanca, malgrat presentar-se com una entitat cultural, no deixava de fer política i el 10 d'agost de 1932, en començar a discutir-se l'Estatut de Catalunya, el general Sanjurjo s'insurreccionà contra la República i alguns dels membres de l'Entitat s'hi adheriren.
Passat l'ensurt i aprovat l'Estatut 9 de setembre de 1932, en convocar-se eleccions al Parlament de Catalunya per al 20 de novembre, alguns socis de Peña Blanca, s'afegiren a la candidatura de la Comunión Tradicionalista, denominada Derecha de Cataluña-Dreta de Catalunya, tant a Barcelona ciutat com a Barcelona circumscripció. A Girona, empraren el nom de Coalició Catòlica. La candidatura per Barcelona-ciutat era presidida pel carlí Salvador Anglada Llongueras i els candidats de Peña Blanca foren: Alfons Ibáñez Ferran i Santiago Torent Buxó, i per Barcelona circumscripció: Josep Bertran Güell i René Llanas de Niubó. Per la Coalició Catòlica de Girona: Benet de Pomés i de Pomar, comte de Santa María de Pomés i Xavier de Ros i de Dalmases.
La candidatura Dreta de Catalunya (de la que el futur partit monàrquic català Derecha de Cataluña en prendria el nom) només va obtenir, tant a Barcelona ciutat, com a Barcelona circumscripció, un 4% dels vots, i a Girona, la Coalició Catòlica un 5%, insuficient per entrar al Parlament català, visualitzant-se l'escàs suport social de la candidatura monàrquica. Dels seus oponents conservadors: la Lliga Regionalista en va obtenir el 24%, el Partit Republicà Radical (lerrouxistes) el 13% i el Partit Catalanista Republicà l'11 %. La candidatura Derecha de Cataluña, de la que el futur partit monàrquic català, en prendrà el nom, només va obtenir, tant a Barcelona ciutat, com a Barcelona circumscripció, un 4% dels vots, i a Girona, la Coalició Catòlica un 5%, insuficient per entrar al Parlament català, visualitzant-se l'escàs suport social de la candidatura monàrquica. Dels seus oponents conservadors: la Lliga va obtenir el 24%, el Partit Republicà Radical (lerrouxistes) el 13% i el Partit Catalanista Republicà l'11%.